# Menduro
Menduro var ett TV-program från 2006 producerat av Baluba för TV3. Tre kändisar i varje avsnitt fick poäng genom att avslöja sina egna och de andras karaktärer. 
Felix Herngren, Agneta Sjödin, Hannes Holm, Robert Aschberg, Cecilia Ljung, Magdalena Graaf, Bingo Rimér, Carolina Gynning, Tore Kullgren, Hanna Graaf och Bert Karlsson är några av deltagarna. 
Programmet sändes i TV3 och Kjell Eriksson var programledare. Till en början låg programmet på vardagar klockan 19.30-20, precis efter Fling. Tittarsiffrorna var dåliga för båda programmen, och Menduro flyttades till en eftermiddagstid under pågående säsong.